# Dimitrie C. Butculescu

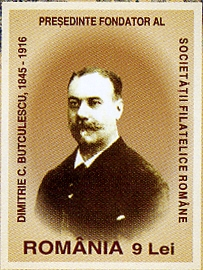
Dimitrie C. Butculescu, pe timbrul onorific din 2005.

Dimitrie C. Butculescu (n. octombrie 1845, București, Țara Românească – d. 3 iunie 1916, București, România) a fost un arheolog, economist, filolog, filatelist, jurnalist și filantrop român, fiind unul dintre cei mai de seamă reprezentanți ai etapei de pionierat a arheologiei românești. Acesta a cercetat situri arheologice din Oltenia până în Moldova de nord și Dobrogea. A fost fondatorul Societății Filatelice Române în 1891 și apreciat de regele Carol I drept „românul cel mai popular – apostolul patriotismului”. El a fost un membru a numeroase cercuri comerciale și industriale, cum ar fi cele din Câmpulung, Pitești, București, al căror președinte era la 20 ianuarie 1911, acesta fiind preocupat de afaceri financiare. De asemenea, Dimitrie C. Butculescu a fost un influent bancher bucureștean.

## Date Biografice
Dimitrie C. Butculescu provenea din înstărita familie a Butculeștilor, vechea familie a căpitanului Mihai Roșu, sau Mihai Roșianu, care în 1557, după reîntoarcerea lui Mihai Viteazu la Vidin, a primit întinse propietăți funciare în jud. Teleorman, în Calomfirești, Balaci, Zâmbăreasca, Butculești, și Roșiorii de Vede. Acesta a fost cel mai mare dintre cei 11 copii ai paharnicului Constantin (Costache) Butculescu (1805-1877) și ai Mariei (Marița) N. Bujoreanu (1826-1873). Asupra datei și ai locului nașterii al lui Dimitrie există anumite contradicții între variantele propuse de biografi. Sunt menționate următoarele variante: circa 1845, 25 noiembrie 1846, sau „octombrie 1845”, conform inscripției de pe crucea mormântului său din Cimitirul Bellu. Acesta s-a născut fie în București fie în Roșiorii de Vede. Acesta era înrudit cu majoritatea boierilor din Țara Românească, fiind rudă cu George D. Florescu și vărul lui Cezar Bolliac.
Bunicul său, „biv vel serdarul Marin R. Butculescu” (1760-1830) nu avea o educație formală, dar avea o bibliotecă bogată, având 95 de volume in greacă, franceză și germană, care avea în 1821 peste 100 de volume, fapt ce a contribuit educației viitorului arheolog. Educația sa începe la pensionul „Schevitz” din București, tânărul Butculescu specializându-se apoi în economie la Colegiul „Sainte-Barbe” din Paris (acolo audiază și cursuri de filozofie și, poate, și de arheologie), unde a terminat toți anii cu premii de onoare. Licențiat, se întoarce în țară în anul 1866, chemat înapoi în calitate de cap de familie. Din anul 1867 datează și primele baze ale activității sale arheologice.
Dimitrie C. Butulescu s-a casătorit în 1873 cu Ecaterina Olănescu, nepoata lui Ion Ghica, aceasta aparținând unei alte familii boierești, ai Olăneștilor. Dina această căsătorie nu el are decât un singur copil, Mărioara, căsătorită cu Ioan Glogoveanu, fost președinte la Tribunalul Muscel și ulterior Judecător de Instrucție la Tribunalul Ilfov.
D.C. Butculescu se stinge în anul 1916 la București, în vârstă de 70 de ani. Deși a cercetat și a scris mult, Butculescu a publicat extrem de puțin, majoritatea lucrărilor lui rămânând în forma de manuscris. Din rezultatele numeroaselor sale cercetări arheologice au văzut lumina tiparului doar cele ale „expedițiilor” de la Măgura Calomfirescu (tellul eneolitic de la Țigănești), publicate într-un serial în trei numere ale „Revistei Contemporane” din 1873, la care putem adăuga și prima editare a pietrei de mormânt a lui Nicolae Alexandru Basarab, pe care o găsise, cu totul întâmplător, în biserica mănăstirii Vieroș, unde fusese strămutată de la Câmpulung. Postum, în 1927, îi va fi publicat un studiu despre măgurile și movilele din România și, tot postum, o schiță de monografie, în limba franceză, a orașului Pitești. Se adaugă la acestea câteva însemnări privind vizita lui Léon de Rosny în România, publicate în „România Literară și Științifică”, precum și o broșură cu această temă, publicată în 1882.

## Activitate arheologică
Primele semne ale atracției sale către arheologie sunt manifestate de Butculescu la scurtă vreme după revenirea în țară de la studiile sale în Paris. Este posibil ca familiarizarea lui cu problematica arheologică să fi început încă din perioada petrecută în colegiul francez, însă numai după ce se întoarce acasă arată un interes deosebit pentru astfel de activități, prin săpăturile pe care le face în 1867 și 1868 pe „Măgura Calonfirescu”, un tell preistoric situat în hotarul moșiei familiei sale de la Calomfirești (astăzi comuna Țigănești). 
Un rol determinant în cariera de arheolog a lui Butculescu l-a jucat Cezar Bolliac, proaspăt numit președinte al Comitetului Arheologic din București (în iunie 1869). Bolliac pornește în vara anului 1869 (iulie-august) într-o „expediție” arheologică prin Muntenia și Oltenia, trecând prin „Măgura Calomfirescului”. La săpăturile întreținute aici în 1869, Bolliac este asistat de fiul propietarului moșiei, Dimitrie C. Butculescu, pe care îl introduce în metodologia arheologiei. Acesta avea să fie momentul crucial al debutului lui Butculescu în arheologie, anul următor, în 1870, el devenind atașat al Comitetului Arheologic din București, fiind propus chiar de președintele acestui for, Cezar Bolliac.
Cariera arheologică a lui Butculescu se va întinde peste două decenii, acesta facând săpături în peste 14 situri, din Muntenia, Oltenia, Moldova și Dobrogea. Primele săpături din postura de atașat al Comitetului Arheologic le-a făcut în 1870 la Piscul Crăsani (Crăsanii de Jos, jud. Ialomița), descoperind dava getică. Tot în 1870, Butculescu sondează un nou sit, și anume așezarea gumelnițeană de la Zâmbreasca (jud. Teleorman), unde va reveni anul următor, în 1871, ca și în 1873. În două campanii succesive, în anii 1871-1872, Butculescu face săpături într-un alt tell eneolitic gumelnițean, la Balaci (jud. Teleorman), grav afectat în 1870 de lucrările de construire a șoselei Pitești – Turnu Măgurele. În același timp, în perioada 1871-1872 Butculescu își continuă săpăturile și în stațiunea sa de debut, „Măgura” de la Calomfirești.
Explorările sale arheologice făcute în mod sistematic în România le-a executat în diferite localități din următoarele județe: Teleorman, Vlașca, Argeș, Ialomița, Muscel, Prahova, Mehedinți, Romanați, Iași, Fălciu, Ilfov. Piesele descoperite de Butculescu în aceste „explorațiuni”, făcute în cea mai mare parte pe proprie cheltuială, îi vor îmbogăți valoroasa colecție de antichități, o parte din ele fiind cedate de descoperitor, conform obiceiurilor vremii, Muzeului Național de Antichități, mai ales atunci când săpătura se făcea și cu ajutor financiar din partea Ministerului Cultelor și Instrucțiunii Publice. Butculescu a devenit astfel posesorul uneia dintre cele mai importante colecții de antichități din România, ce număra 1088 de piese provenind din 56 puncte, atât din țară cât și din străinătate (Elveția, Grecia, Macedonia, Albania), comparabilă cu cele ale unor mari colecționari ai epocii, precum maiorul D. Pappazoglu, M. Kogălniceanu, D. A. Sturdza, Nicolae Kretzulescu, C. Esarcu, G. Diamandi sau C. Bolliac. Cea mai mare parte preistorică, dacică și romană, colecția sa proprie, foarte bogată a fost conservată în casa sa din strada Clemenții nr. 11, imobil care și l-a construit însuși în „stilul său”, creat de el pentru a servi de model, voind a crea prin acesta un stil original local.
Mare importanță în explorările sale are dezgroparea unei cetăți fortificate întregi lângă Câmpulung (jud. Muscel) pe malul Râului Târgu, anume Jidava (Jidova, Cetatea Uriașă, Grădiștea). Comunicarea sa având ca subiect Jidava a fost susținută la Societatea Geografică Română în anul 1888 și apoi în ziua de 30 septembrie 1889 la Congresul Societăților Etnografice Universale, înaintea Congresului Internațional al Științelor Etnografice din Paris. 
La începutul lui octombrie 1876 el descoperea la Valea Cetățuia în așa numita Cetate a lui Negru Vodă de pe Dâmbovița, lagărul fortificat al împăratului Constantin cel Mare.
Conform unui raport din 1895, păstrat la Muzeul de Istorie al munincipiului București, în perioada 1867-1895, Butculescu întreține săpături sistematice în 85 de localități și 5 stațiuni dobrogene, printre care se numără:
- Măgura Calomfirești
- Câmpulung Muscel
- Cetatea lui Negru Vodă
- Curtea de Argeș
- Cotnari
- Piscul Crăsani
- Cîmpina
- Biserica Sf. Dumitru din Craiova
- Babadag
- Mangalia
- Cetatea Fetei din Dobrogea
- Palas-Constanța
- Poenari-Argeș
- Argedava
- Drobeta-Turnu Severin
- Niculițel
- Piscul Crăsanilor
- Zimnicea
- Hirudea
- Heracleia

Dimitrie C. Butculescu a fost inițiatorul a zeci de acțiuni, multe dintre ele fiind considerate pionierate în domeniu, cum ar fi explorările și investigațiile arheologice de pe tot cuprinsul țării, dar și din străinătate. Legat de această activitate, a organizat în 1875, împreună cu Cezar Bolliac și Alexandru Odobescu, o expoziție de arheologie la Hotelul „Bulevard” din București, unde au fost prezentate colecții de tablouri și antichități. Organizată din inițiativa lui Butculescu, expoziția a cuprins peste 550 de exponate străine și 1550 românești, având un pavilion rezervat exponatelor filatelice în care a funcționat și un ghișeu poștal. Timp de trei luni, pe toată durata manifestării expoziționale, s-a aplicat pe corespondență și pe prima carte poștală ilustrată românească lansată de Dimitrie C. Butculescu o ștampilă specială cu textul „ Bucureșci Exposiție“.

## Carieră
Începând cu 1878, D. C. Butculescu, se ocupă și cu economia națională. În 1879 începe deja preparativele pentru prim Expoziție Industrială care a fost un bun început pentru încurajarea industriei casnice și dezvoltarea industriei mari. Această expoziție a avut loc în 1880 la București sub denumirea de Expozițiunea Societății Concordia, fiind prima expozitie ce a expus produsele industriei rurale românești, în mod deosebit ceramică. Unica colecție de ceramică murală a atras atenția tuturor iar regele Carol I l-a îndemnat pe Butculescu să înceapă o colecție a olăriei rurale din țară, colecție ulterior donată muzeelor din Dresden și Lepizig. Colecția personală de olărie românească a lui Butculescu, unică în Țara Românească, se află și se poate vedea, ea fiind conservată în casa din strada Clemenței nr. 11 bis.
În 1881, a întemeiat „Societatea pentru dezvoltarea industriei casnice“ în cadrul Societății „Concordia“, căreia Regina Elisabeta i-a dat numele de „Societatea Furnica“. A fost unul dintre fondatorii sălii de scrimă de la Jokey – Club București, dar și inițiatorul „ Societății Enciclopedice“, în anul 1882, fiind ales vicepreședinte, alături de pictorul Theodor Aman, iar președinte fiind Bogdan Petriceicu Hașdeu. A organizat diverse expoziții și a fondat nenumărate ziare.
Butculescu a fost de trei ori ales deputat în Parlamentul țării, participând la Conferințele Interparlamentare de la Roma (1891), Berna (1892) și Bruxelles (1893), iar în 1899 fiind ales Președinte al Alianței Științifice Universale. Este ales, totodată, președinte de onoare, succesiv, la trei congrese internaționale ale „Alianței Cooperative“ (Londra – 1895, Paris – 1896, Delft, Olanda – 1897). În 1896 întemeiază Societatea de binefacere „Principesa Maria“, iar în 1900, Cooperativa „ Brazda“.

## Lucrări publicate

### Antum
- Măgura Calonfirescu (Esplorațiune arheologică), în „Revista contimporană. Litere, arte, șciințe”, anul I, 1873, nr. 2, p. 147-152; nr. 6, p. 564-580; nr. 7, p. 623-628.

### Postum:
- L. de Rosny et ses études etnographiques en Roumanie, București, 1882.
- D-l de Rosny și studiile sale etnografice în România. Cu observațiunile și studiile făcute în localitățile visitate în 1882, în „România literară și științifică”, 1895-1896, I, nr.4, p. 3.
- Peatra mormântală a lui Ioan Nicolae Alesandru Basarab din 1364, în „Cooperatorul român”, anul I, 1883, nr. 2, luni 21 martie, p.2.
- Măgurile, movilele, gorganele din România, în „Buletinul Societății Regale Române de Geografie”, XLVI, 1927, p.183-188.
- Pitești. Position géographique. Histoire. Ses monument. Son industrie, editată de Sp. Cristocea și C. Măndescu (Prima monografie a Piteștiului) în „Argesis”, Seria istorie, Muzeul Județean Argeș, XIII, 2004, p. 323-340.

## Lista siturilor explorate
1. Țigănești („Măgura Calomfirescu”) jud. Teleorman, tell eneolitic (cultura Gumelnița) în 1867-1869, 1871-1872;
2. Piscul Crăsani, Crăsanii de Jos, jud. Ialomița, davă getodacică în 1870, 1876;
3. Zâmbreasca, jud. Teleorman, tell eneolitic (cultura Gumelnița) în 1870-1871, 1873;
4. Balaci („Balacii Pădureți”), jud. Teleorman, tell eneolitic (cultura Gumelnița) în 1871-1872;
5. Câmpulung-„Jidova” („Jidova”, „Jidava”, „Uriașa”), jud. Argeș, castru roman în 1876;
6. Cetățeni („Cetățuia lui Negru Vodă”, „Cetatea Dâmboviței”) în 1876;
7. Enoșești, orașul Piatra Olt, jud. Olt, castrul roman Acidava în 1881;
8. Grădinari*, jud. Giurgiu, epocă neprecizată în 1881;
9. Drobeta Turnu Severin, jud. Mehedinți, necropolă romană în 1883;
10. Constanța, jud. Constanța, orașul antic Tomis în 1882, 1885-1886;
11. Slava Rusă, com. Slava Cercheză, jud. Tulcea, cetatea romană și romano-bizantină Ibida în 1885.
12. Cucuteni, jud. Iași, stațiune eneolitică (cultura Cucuteni) în 1885;
13. Zimnicea, jud. Teleorman, sit geto-dacic (așezare și necropolă) – perioadă neprecizată, aprox 1877;
14. Săpata de Jos* („Bumbueni, la vest de Lăngești”), com. Săpata, jud. Argeș, castru roman – perioadă neprecizată.